# Phenol-Resorcin-Formaldehyd-Kleber
Unter Phenol-Resorcin-Formaldehyd-Kleber versteht man nach DIN 68141 Zweikomponentenklebesysteme, welche als Kondensationsprodukte aus Phenol- und Resorcinharzen mit Formaldehyd hergestellt und durch Polymerisation ausgehärtet werden können.
Phenol-Resorcin-Formaldehyd-Kleber werden kurz als PRF-Kleber (-Leime) bezeichnet.

## Eigenschaften
PRF-Produkte werden unter anderem im konstruktiven Holzleimbau verwendet, um tragende, geleimte Holzbauteile im Sinne der DIN 1052 herzustellen. Im Gegensatz zu Harnstoffharzklebern weisen sie hierbei eine dunkelbraune bis schwarze Leimfuge auf und sind für feuchtebeständige Verleimungen geeignet.